# Linda Park (actriz)
Linda Park (Seúl, 9 de julio de 1978) es una actriz coreana-estadounidense conocida  por su interpretación de la oficial de  comunicaciones Hoshi Sato en la  serie de televisión Star Trek Enterprise.

## Primeros años
Park nació en Corea del Sur y fue criada en San José, California. Ha participado en un número de producciones teatrales durante su adolescencia en el Instituto Notre Dame
En el año 2000, Park recibió el grado de  bachiller en Bellas artes de la Universidad de Boston. Durante su carrera universitaria, permaneció un semestre en Inglaterra, estudiando en la Academia de Londres de Música y Arte Dramático y la Real Academia de Arte Dramático. Sus créditos durante la etapa universitaria incluyen Bosque Loco, Lysistrata, Cyrano de Bergerac, Richard III, y Las Mujeres Troyanas, entre otros.

## Carrera

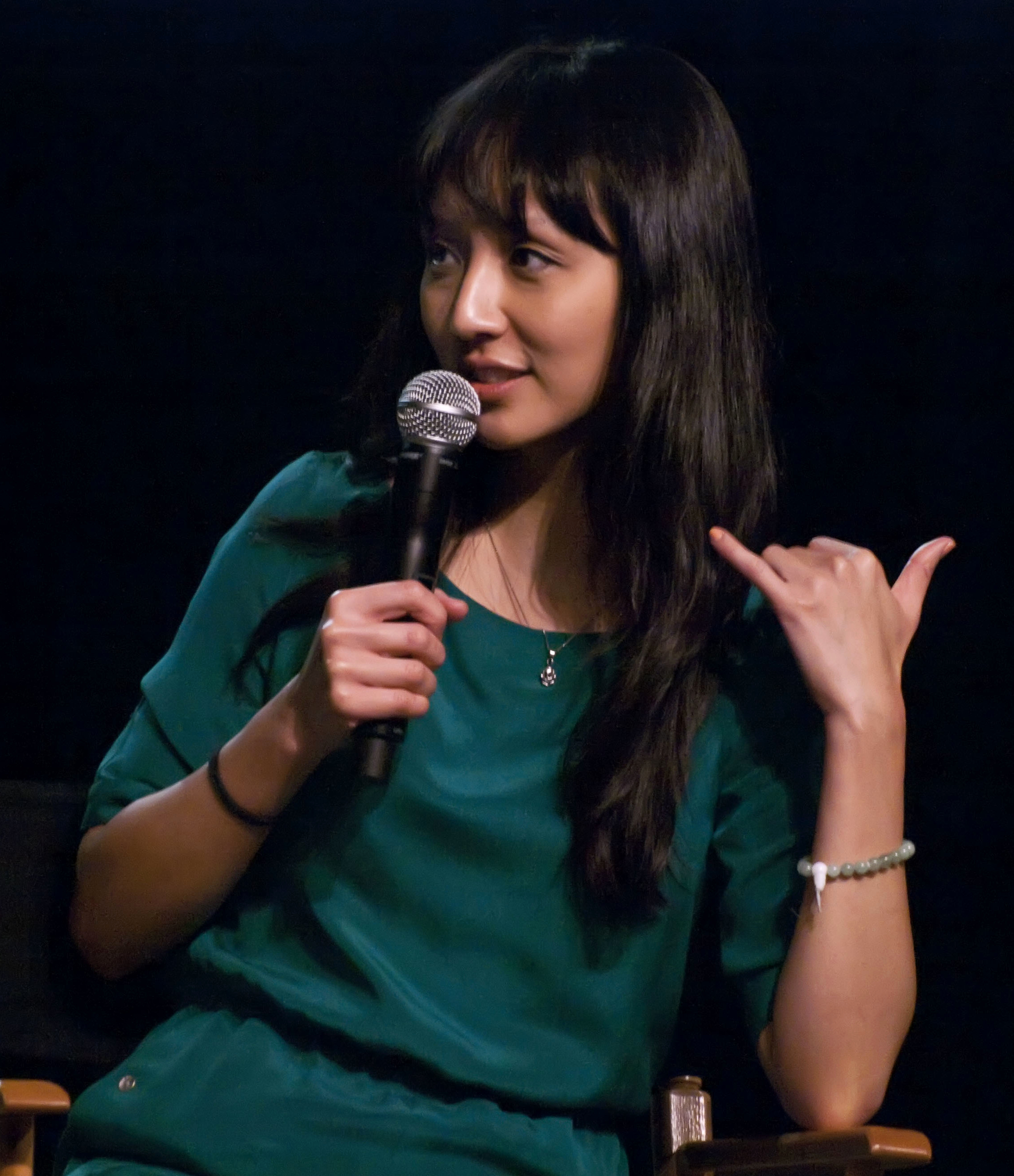
Park en 2009 durante la Convención de Star Trek en Las Vegas

En 2001, ella tuvo un pequeño rol en el largometraje Jurassic Park III (2001) como la asistente Ellie Satler.
También en 2001, menos de un año después de su graduación, fue incluida en el reparto de la sexta serie de la franquicia Star Trek, interpretando a Hoshi Sato, que inició transmisión en septiembre de 2001. El personaje de Sato, es el oficial de comunicaciones de la nave, con un don natural para traducir lenguas alienígenas. Park habla inglés y coreano de manera fluida, y también habla algo de francés.
En agosto de 2003, Park produjo y protagonizó su primer cortometraje, My Prince, My Angel (2003).
En octubre de 2003, protagonizó la premiere mundial de UA Mary Fengar Gail  play Fuchsia. Del 19 de octubre al 11 de noviembre de 2005, realizó Clytemnestra en una producción de Agamenón  en la Ciudad de Nueva York. En 2011 también  interpretó el personaje de Anne Deever en una producción de Arthur Miller Todos Mis Hijos en el Teatro Matricial de Los Ángeles. Es también cofundadora de la compañía de teatro Asilo Subterráneo.
En 2009, participó regularmente en la segunda temporada de la serie Crash, interpretando el personaje de Maggie Cheon en el Starz Network;  coprotagonizado trece episodios. El espectáculo fue posteriormente cancelado después de la muerte de Dennis Tolva.

## Vida personal
Park se casó con el actor Daniel Bess el 11 de octubre de 2014. El 17 de junio de 2018 nació su primer hijo.
En 1997, fue diagnosticada de lupus.
Park es una estudiante activa  de baile, haciendo énfasis en que "la danza siempre ha sido mi segundo amor". Ha continuado estudiando y practicando, ballet  entre otras formas de baile.

## Filmografía
| Año       | Título                                          | Función                  | Notas                        |
| --------- | ----------------------------------------------- | ------------------------ | ---------------------------- |
| 2001      | Popular                                         | Anna Lin                 | Episodio: "Fag"              |
| 2001      | Jurassic Park III                               | Hannah                   |                              |
| 2001–2005 | Star Trek: Enterprise                           | Alférez Hoshi Sato       | 98 episodios                 |
| 2002      | Tomado                                          | Asistente a la fiesta    | Uncredited                   |
| 2004      | Espectros                                       | Renee Hansen             |                              |
| 2004      | Geldersma                                       | Min                      | Cortometraje                 |
| 2006      | Mi Príncipe, Mi Ángel                           | Shen                     | Cortometraje                 |
| 2006      | Honor                                           | Kate                     |                              |
| 2007      | Raines                                          | Sally Lance              | 7 episodios                  |
| 2007–2008 | El club de Asesinato de las mujeres             | Denise Kwon              | 10 episodios                 |
| 2009      | Infestation                                     | Leechee                  |                              |
| 2009      | Vida                                            | Asst. Coroner Debbie Quo | Episodio: "5 Quarts"         |
| 2009      | La ley & el Orden Unidad de Víctimas Especiales | Técnica de TARU          | Episodio: "Libertades"       |
| 2009      | Accidente                                       | Maggie Cheon             | 13 episodios                 |
| 2011      | El Mentalista                                   | Dr. Montague             | Episodio: "Bloodhounds"      |
| 2011      | House                                           | Dr. Wendy Lee            | Episodio: "The Fix"          |
| 2012      | NCIS                                            | Lugarteniente Nora Patel | Episodio: "Lost at Sea"      |
| 2013      | Yellow Face                                     | Carla Chang              |                              |
| 2013      | La Cara del Amor                                | Ene                      |                              |
| 2014      | Leyendas                                        | Dr. Blair Halstrom       | 2 episodios                  |
| 2015      | Castle                                          | Inspector Zhang          | Episodio: "Hong Kong Hustle" |
| 2016      | Star Trek: Capitán Pike                         | Capitán Grace Shintal    |                              |
| 2016      | Una Navidad en Nueva York                       | Courtney Chen            |                              |
| 2017–2020 | Bosch                                           | Jun Park                 | 14 episodios                 |
| 2018      | iZombie                                         | Chef                     | Episodio: "Azul Sangriento"  |
| 2018      | El Asunto                                       | Dr. Woo                  | Episodio: "410"              |
| 2018      | El Residente                                    | Janine Levasseur         | Episodio: "Trial & Error"    |
| 2019      | Lovestruck                                      | Kate                     | Película de televisión       |
| 2020      | Historias asombrosas                            | Dr. Mary Koh             | Episodio: "Señales de Vida"  |
| 2021      | Grey's Anatomy                                  | Deborah Lee              | 2 episodios                  |